# 2005-ös brit túraautó-bajnokság
A 2005-ös BTCC szezon volt a 48. szezonja a brit túraautó-bajnokságnak. 30 futamból (10 forduló) állt, április 10-étől október 2-áig tartott.

## Versenynaptár
| Szám     | Pálya          | Dátum          | Győztes versenyző                        | Győztes csapat                                |
| -------- | -------------- | -------------- | ---------------------------------------- | --------------------------------------------- |
| 1 2 3    | Donington Park | Április 10.    | Matt Neal Yvan Muller Matt Neal          | Team Halfords VX Racing Team Halfords         |
| 4 5 6    | Thruxton       | Május 1.       | Dan Eaves                                | Team Halfords                                 |
| 7 8 9    | Brands Hatch   | Június 5.      | Matt Neal Yvan Muller                    | Team Halfords VX Racing                       |
| 10 11 12 | Oulton Park    | Június 19.     | Jason Plato Matt Neal Tom Chilton        | SEAT Sport UK Team Halfords Arena Motorsports |
| 13 14 15 | Croft          | Július 17.     | Colin Turkington Yvan Muller Dan Eaves   | VX Racing Team Halfords                       |
| 16 17 18 | Mondello Park  | Július 24.     | Yvan Muller Colin Turkington Yvan Muller | VX Racing                                     |
| 19 20 21 | Snetterton     | Augusztus 7.   | Tom Chilton Jason Plato                  | Arena Motorsports SEAT Sport UK               |
| 22 23 24 | Knockhill      | Augusztus 28.  | Yvan Muller Matt Neal Rob Collard        | VX Racing Team Halfords WSR                   |
| 25 26 27 | Silverstone    | Szeptember 18. | Tom Chilton Luke Hines Gareth Howell     | Arena Motorsports SEAT Sport UK Team Halfords |
| 28 29 30 | Brands Hatch   | Október 2.     | Dan Eaves Jason Plato Rob Collard        | Team Halfords SEAT Sport UK WSR               |

## Versenyzők
| Versenyzői világbajnokság | Versenyzői világbajnokság | Versenyzői világbajnokság |
| Pozíció                   | Versenyző                 | Pont                      |
| ------------------------- | ------------------------- | ------------------------- |
| 1                         | Matt Neal                 | 316                       |
| 2                         | Yvan Muller               | 273                       |
| 3                         | Dan Eaves                 | 269                       |
| 4                         | Jason Plato               | 208                       |
| 5                         | Tom Chilton               | 175                       |
| 6                         | Colin Turkington          | 174                       |
| 7                         | Rob Collard               | 173                       |
| 8                         | James Pickford            | 116                       |
| 9                         | Luke Hines                | 87                        |
| 10                        | Gavin Smith               | 86                        |
| 11                        | James Kaye                | 58                        |
| 12                        | Gareth Howell             | 54                        |
| 13                        | Jason Hughes              | 22                        |
| 14                        | Richard Williams          | 14                        |
| 15                        | Mark Proctor              | 13                        |
| 16                        | Fiona Leggate             | 12                        |
| 17                        | Ian Curley                | 3                         |
| 18                        | Andy Neate                | 1                         |

## Gyártók
| Gyártó világbajnokság | Gyártó világbajnokság | Gyártó világbajnokság |
| Pozíció               | Gyártó                | Pont                  |
| --------------------- | --------------------- | --------------------- |
| 1                     | Vauxhall              | 781                   |
| 2                     | SEAT                  | 629                   |